# 初唐四大家
初唐四大家是後人給予中國唐朝初期歐陽詢、虞世南、薛稷和褚遂良四位書法家的合稱，四人均以楷書見稱。當時他們四人受到了唐太宗大力推廣書法的影響。